# Cristian Rodolfo Oliva
Cristian Rodolfo Oliva (Colonia Dora, Santiago del Estero, Argentina, 25 de abril de 1968) es un abogado y político argentino perteneciente en sus inicios a la Unión Cívica Radical y luego afiliado al Frente Cívico por Santiago. Desde 2005 a 2017 fue diputado nacional por su provincia.

## Reseña biográfica
Cristian Rodolfo Oliva nació en Colonia Dora el 25 de abril de 1968. Estudió la carrera de derecho en la Universidad Nacional de Rosario y se recibió en 1993. De joven, militó en la Unión Cívica Radical (UCR) y fue elegido diputado provincial en 1999 y 2003. Cesó sus funciones en abril de 2004, a causa de la Intervención Federal llevada a cabo en la provincia durante ese año. En 2005 se adhirió al Frente Cívico por Santiago, partido político formado y liderado por Gerardo Zamora, con bases radicales y justicialistas. En ese mismo año se desempeñó como asesor de gabinete en la Secretaría de Obras Públicas de la Municipalidad de Añatuya y formó parte de la Convención Constituyente que reformó la Constitución Provincial.
En octubre de 2005 se postuló para diputado nacional en las elecciones legislativas de 2005, ocupando el tercer lugar en la lista del Frente Cívico por Santiago. Dicho partido ganó los tres escaños con un contundente triunfo, obteniendo el 71,05% de los votos, por lo que Oliva pudo ingresar a la Cámara Baja. Juró el cargo el 6 de diciembre.
Desde 2007 hasta 2009, fue secretario del comité provincial de la UCR en Santiago del Estero. Se candidateó en las legislativas de 2009 para renovar su banca de diputado nacional. Logró hacerlo ya que la lista del Frente Cívico por Santiago obtuvo el 62,35% de los votos, llevándose los tres escaños que se elegían. Juró el cargo el 3 de diciembre de ese año.
En 2010, elaboró un proyecto de ley que declaraba al útero como "ambiente protegido", para obligar al Ejecutivo a realizar campañas que garanticen la integridad de dicho órgano, iniciativa en contra de la despenalización del aborto. También en ese año estuvo presente en la sesión donde se debatió la Ley de Matrimonio Igualitario, pero se abstuvo de votar dicha norma.
Desde 2012, impulsó el proyecto para que el Poder Ejecutivo Nacional y la Universidad Nacional de Santiago del Estero (UNSE) arbitren las acciones necesarias tendientes a la firma de un convenio para la creación de la Facultad de Ciencias Médicas en dicha casa de altos estudios. También mediante el mismo, solicitó al gobierno nacional que analice la factibilidad de financiamiento a fin de llevar a cabo ese proyecto.
En 2013, presentó nuevamente un proyecto de declaración solicitando al Poder Ejecutivo Nacional disponga la firma de un convenio para la creación de la facultad de medicina en la UNSE.
Se presentó nuevamente en las legislativas de 2013 para renovar su banca en la Cámara Baja. En dichos comicios, encabezó la lista del Frente Cívico por Santiago que ganó con el 77% de los votos. Juró el cargo el 4 de diciembre de ese año.
Finalizó su mandato en diciembre de 2017 y desde entonces se dedica a la actividad privada con su profesión de abogado.